# Biología de partícula única
La biofísica de moléculas o partículas únicas es un estudio que se ha realizado desde los años setenta, de manera indirecta al menos, ya que el propósito de dichos estudios no era en sí la comprensión de las moléculas únicas, sin embargo, sus avances han llevado al desarrollo de muchas de las técnicas utilizadas en la actualidad. Estas técnicas están divididas en técnicas de observación y manipulación, donde se vuelve posible ver y manipular moléculas únicas con el objetivo de conocer las propiedades que estas tienen y develar los secretos que aún ocultan cuando se les encuentra en conjunto, como las proteínas que conforman a un músculo. Se menciona este ejemplo ya que es más utilizado dentro de la escuela de la biofísica para los estudios contemporáneos sobre el funcionamiento de la vida a nivel molecular.

## Introducción
El avance científico siempre ha apuntado a los secretos que guardan los compuestos químicos dentro de cualquier ámbito de investigación, a este es el campo de las moléculas únicas, donde el sujeto estudiado se reduce a solo una molécula, en lugar de un número muy grande que puede estar dentro de una sustancia. Esta clase de estudios está revelando una alta gama de conocimiento sobre física, química y biología. Los estudios se pueden dividir en: desarrollar metodologías para él estudie de moléculas aisladas o utilizar estas metodologías para realizar investigación y contestar preguntas científicas importantes en campos como nanotecnología, biología, física, química, entre muchos otros. Algunas de las técnicas utilizadas son Fret, Microscopia de fuerza atómica y Pinzas ópticas

## Historia
El primer paso para llegar a este proceso tan complejo se puede decir que comenzó en los años 70 con una investigación sobre etiquetado óptico de anticuerpos por Hirschfeld en 1976 y al mismo tiempo Nehr & Sakmann realizan investigación sobre detección de canales iónicos intermembranales. Las metodologías no entran en rigor sino hasta finales de los años ochenta, con trabajos publicados en los años noventa, donde se estudió con espectroscopia de cromóforos (parte dentro de una molécula más grande que le da color a esta misma) solidificados (Moerner & Kador 1989). Pero en años recientes, técnicas de fluorescencia y manipulación de moléculas ha ido avanzando significativamente, lo cual deriva de estudio con seres biológicos de complejidad considerable que comienza a mediados de los años noventa cuando se logra observar el intercambio de ATP durante el sobre estiramiento de miosina por Funatsu et. al. 1995 y el plegamiento y despegamiento de membranas de una proteína.
Actualmente se utilizan métodos de diferente tipo los cuales son los siguientes

## Métodos de observación
Esto se remonta desde el desarrollo del microscopio electrónico a partir de la década de los años 30, la problemática es que el método solo produce imágenes estáticas, donde se ha ido desarrollando para lograr una observación dinámica de moléculas por fluorescencia de molécula única, en su modalidad de transferencia de energía por resonancia (por su sigla FRET en inglés). Fluorescencia se denomina al fenómeno donde se bombardea una partícula (fluoróforos) con una luz de longitud de onda específica que provoca la emisión de luz de longitud de onda por esta partícula y se vuelve observable. Estos se utilizan para estudiar proteínas, por ejemplo, donde se coloca un par de aceptor/donador de luz en extremos de la proteína y al hacerla funcionar esta tiende a cambiar de forma, por lo que la distancia entre estos cambia y se mide la fluorescencia producida por cada uno y así conocer el funcionamiento de alguna parte de la proteína.

## Métodos de manipulación
En este caso se puede observar a la molécula con la cual se está trabajando y, por si fuera poco, aplicar fuerzas sobre esta para observar diferentes efectos de esta misma sobre moléculas existentes en la naturaleza. La microscopia de fuerza atómica es una de las herramientas más utilizadas para esto, junto con las pinzas ópticas. Ambas sostienen a la molécula en dos soportes, donde uno se mueve y el otro actúa como sensor de fuerza. En microscopia de fuerza atómica, se tiene una punta microscopia una superficie controlable por voltaje que permite contraer o estirar una sola molécula, utilizada para medir fuerza de deformación o plegamiento de proteínas, normalmente. Otro caso de este tipo de métodos son las pinzas ópticas, lo cual corresponde a una pequeña esfera atrapada en un campo de fuerza ejercido por un láser.

## Aplicaciones en biología
Este tipo de herramientas es altamente utilizado actualmente para estudiar biología. En general a los campos que más atañe la biofísica de moléculas únicas es al campo de plegamiento de proteínas, estudios estructurales sobre DNA y RNA, conglomeración biológica y función, enzimología, motores moleculares y estudios en células vivas.